# Smitspolder
De Smitspolder is een voormalig waterschap in de provincie Groningen.
Het schap, dat slechts twee ingelanden had, had een molentje dat uitsloeg op het Oterdummerdiep. Waterstaatkundig gezien ligt het gebied sinds 2000 binnen dat van het waterschap Hunze en Aa's.

## Naam
Het waterschap had de naam van een van de ingelanden. Het moet niet worden verward met de Smiths polder bij Veendam.